# Giovanni Battista Imperiali
Giovanni Battista Imperiali, né en 1598 et mort en 1674, est un prélat catholique de Corse génoise, évêque d'Aléria.

## Biographie
Giovanni Battista Imperiali est né en 1598.
Il est nommé évêque d'Aléria le 24 novembre 1653.
Il meurt en 1674.